# KV51
A tumba KV51 (acrônimo de "King's Valley #51"), no Vale dos Reis, continha múmias de animais. Provavelmente animais de estimação de Amenófis II  enterrado próximo, na KV35.
A KV51 faz parte de um grupo de três tumbas, juntamente com a KV50 e a KV52, destinadas a animais mumificados como cachorros, gatos e macacos. Acredita-se que sejam animais de estimação de Amenófis II pela proximidade da tumba deste (KV35) com as tumbas dos animais. Mas esta teoria não pôde ser comprovada. A tumba foi saqueada na antiguidade.